# Lilla Lots
Lilla Lots är en åkattraktion i nöjesparken Liseberg i Göteborg som är placerad i Kaninlandet. Attraktionen är tillverkad av det italienska företaget Zamperla, och uppfördes på Liseberg år 2006. Det engelska namnet på attraktionen är "Rockin' Tug" och attraktioner med liknande utseende finns i många nöjesparker världen över.
Attraktionen består av en gondol, i form av en bogserbåt, som åker fram och tillbaka i en konkav båge. Samtidigt som gondolen åker mellan bågens ändar roterar den runt sin egen axel med 11 varv per minut. Gondolen har plats för 24 passagerare.
Tillverkaren Zamperla ligger även bakom attraktionen "Disko'O", som är en större, snabbare variant av "Rockin' Tug". På Liseberg finns en Disk'O med namnet Hanghai.